# 33014 Kalinich
33014 Kalinich este un asteroid din centura principală de asteroizi.

## Descriere
33014 Kalinich este un asteroid din centura principală de asteroizi. A fost descoperit pe 31 martie 1997 la Socorro, New Mexico, în cadrul proiectului LINEAR. Asteroidul prezintă o orbită caracterizată de o semiaxă mare de 3,13 ua, o excentricitate de 0,10 și o înclinație de 2,5° în raport cu ecliptica.